# Umm Salal
Umm Salal (arab. أم صلال) – jedna z 8 prowincji w emiracie Kataru, znajdująca się we wschodniej części kraju. Stolicą prowincji jest Umm Salal Muhammad.